# Melanargia darceti
Melanargia darceti är en fjärilsart som beskrevs av Philogène Auguste Joseph Duponchel 1833. Melanargia darceti ingår i släktet Melanargia och familjen praktfjärilar. Inga underarter finns listade i Catalogue of Life.